# Peter Eskilsson

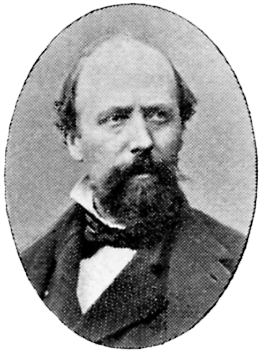
Peter Eskilsson

Peter Eskilsson, auch Per Eskilson (* 28. September 1820 in Billeberga, Schonen; † 29. Januar 1872 in Bärmö bei Stockholm), war ein schwedischer Genremaler der Düsseldorfer Schule.

## Leben
In jungen Jahren diente Eskilsson als Unteroffizier des Götaland-Artillerie-Regiments, dann arbeitete er als Buchhalter eines Armenhauses in Göteborg. Von 1850 bis 1853 studierte er an der Königlichen Kunstakademie Stockholm. 1853 ging er – wie viele andere angehende Maler Skandinaviens – nach Düsseldorf, wo er bis 1859 blieb. Dort fand er zunächst einen Platz im Atelier des norwegischen Malers Adolph Tidemand. 1856 gab ihm sein Landsmann Bengt Nordenberg Privatunterricht. Eskilssons ironischen und anekdotischen Schilderungen des schwedischen Volkslebens im Stil der Düsseldorfer Genremalerei trugen ihm den Spitznamen „Spitzweg Schwedens“ ein.

## Werke (Auswahl)

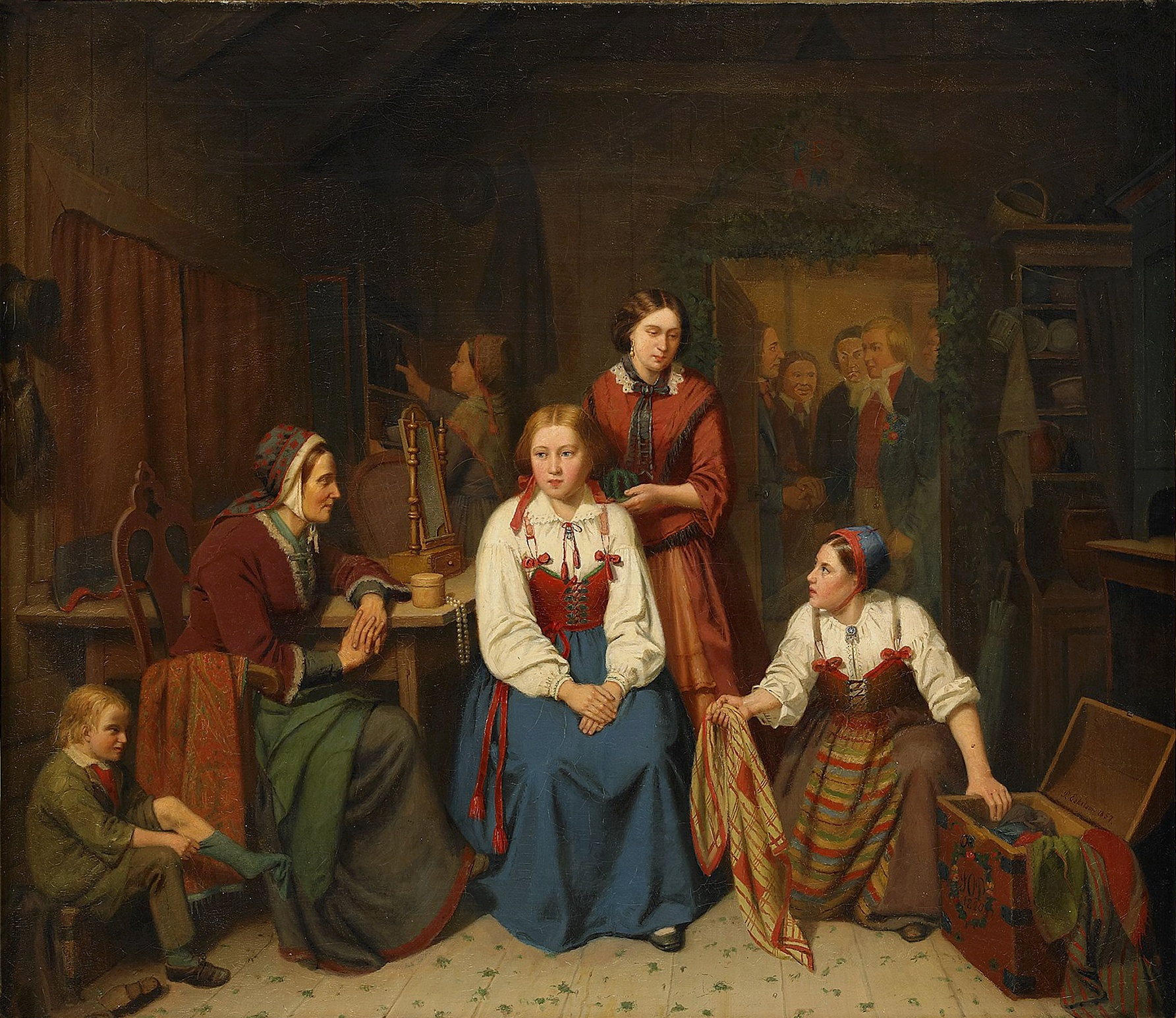
Hochzeitsvorbereitungen, 1857

- Die Vorlesung, 1856
- Hochzeitsvorbereitungen, 1857
- Die Maler auf Studienreise, 1867